# Quidditas
La quidditas (in italiano quiddità) è un termine latino, derivante dal linguaggio filosofico della scolastica. Esso è la nominalizzazione astratta del pronome interrogativo quid: "Che cosa?".
Il termine deriva verosimilmente dalla traduzione delle opere filosofiche dall'arabo al latino che iniziò nel XII secolo. Probabilmente fu utilizzato per primo da Avicenna per tradurre dal greco l'espressione τό τί ἦν εἶναι che significa «che cos’era essere», che i latini tradurranno con la formula «quod quid erat esse».
Rispondendo quindi alla domanda che cos'è questa cosa che la fa essere ciò che è e non un'altra?, si descrive cos'è l'essenza o la natura primaria di una cosa considerata «per sé» (καϑ᾿ αὑτό), cioè come risultato del procedimento di astrazione messo in atto dall'intelletto sulle qualità sensibili quando ricerca la "materia prima" della cosa indipendentemente dalla forma.

## Tommaso d'Aquino

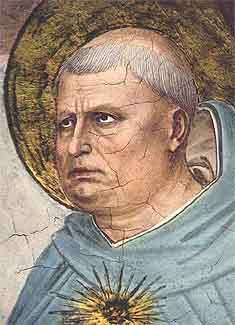
San Tommaso d'Aquino

San Tommaso d'Aquino si serve del concetto di quiddità per distinguere Dio come l'unico essere in cui essere e quiddità (essenza) coincidono: infatti, anche se logicamente, astrattamente, l'essere può essere definito senza alcun attributo, nella realtà non possiamo concepire nessun essere che, esistendo, non sia minimamente qualificato:
Tra l'essenza (quidditas) e l'esistenza c'è il medesimo rapporto che tra potenza e atto. L'essenza è in potenza rispetto all'esistenza, cioè alla realtà costituita, e spetta a Dio realizzare questo passaggio dalla potenza all'atto, dando vita alle sue creature: Egli allora è l'unico essere necessario che esiste di per sé, tutti gli altri per esistere dipendono da lui e in loro l'essenza è sempre distinta dall'esistenza ma esse cose create partecipano dell'Essere di Dio, vi è quindi un'analogia tra Dio e le sue creature.

## L'haecceitas di Duns Scoto

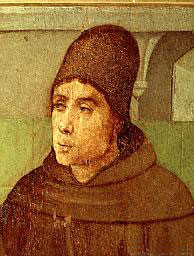
Presunta immagine di Duns Scoto

Il termine quidditas nel pensiero del filosofo Duns Scoto è usato spesso in contrasto al termine haecceitas (in italiano ecceità) che è ciò che fa di una cosa questa (in latino haec, sottinteso res) cosa, singolare, unica perché diversa da tutte le altre della stessa specie. In tutti gli uomini, ad esempio, è visibile la comune umanità ma che cos'è che fa di quest'uomo la sua costituzione singolare e unica, la sua haecceitas? Se l'umanità è la sostanza comune ed identica in tutti gli uomini in che modo poi ogni singolo uomo acquista la sua singolarità inconfondibile con quella di tutti gli altri?
Avicenna per primo ricondusse questa individuazione alla presenza della materia che nel pensiero scolastico tomistico divenne materia signata nel senso di una materia configurata in modo particolare per cui ogni uomo è un essere individuale perché ha un corpo materiale particolare che lo rende diverso dai corpi di tutti gli altri uomini.
Per l'agostinismo è la forma e non la materia a individuare i singoli esseri, mentre per San Bonaventura, poiché ogni cosa è in potenza ciò che sarà in atto, il principio di individuazione di ogni cosa consisterà nella comunione tra materia e forma.
Duns Scoto ritiene che l'individuazione non dipenda né dalla materia, che è di per sé indistinta, quindi incapace di produrre distinzione e diversità, né dalla forma, che come sostanza è prima di ogni individualità, ma che vi sia un procedimento che porta alla strutturazione di  un'«ultima realtà dell'ente» operata dalla materia che, agendo sulla natura comune, arriva a determinarla come individualità realizzata tramite l'insieme di materia e forma, cosicché l'individualità rappresenta il punto finale, l'attualità piena e compiuta della sostanza di modo che l'individuo sia "haec res" (haecceitas). Da qui ogni singolo individuo è un essere creato unico e irripetibile. 